# قائمة زملاء الجمعية الملكية المنتخبين في 1980
هذه الصفحة تعرض قائمة زملاء الجمعية الملكية المُنتخبين لعام 1980.

## الزملاء
- Frederick Gerard Friedlander  [لغات أخرى]‏
- Lewis Wolpert [الإنجليزية]‏
- Donald Charlton Bradley [الإنجليزية]‏
- Walter Eric Spear [الإنجليزية]‏
- Douglas Hugh Everett [الإنجليزية]‏
- Louis Siminovitch [الإنجليزية]‏
- Lawrence Weiskrantz [الإنجليزية]‏
- غرينفيل تيرنر
- John Burns Brooksby [الإنجليزية]‏
- Roger Parsons [الإنجليزية]‏
- Walter Thompson Welford [الإنجليزية]‏
- William Fleming Hoggan Jarrett [الإنجليزية]‏
- Muhammad Akhtar (biochemist) [الإنجليزية]‏
- Anthony William Linnane [الإنجليزية]‏
- جيمس فيليب إليوت
- نيلس يرني